# Ernst Adler
Ernst Wilhelm Nils Adler, född 28 maj 1902 i Mönsterås församling, Kalmar län, död 10 augusti 1994 i Uppsala domkyrkoförsamling, var en svensk väg- och vattenbyggnadsingenjör.
Adler, som var son till komminister Nils Adler och Tyra Pettersson, avlade studentexamen i Kalmar 1921 och utexaminerades från Kungliga Tekniska högskolan 1926. Han anställdes vid Stockholms stads gatukontor 1927, vid Kalmar stads byggnadskontor 1928, vid Uppsala stads byggnadskontor 1931 och var byggnadschef där från 1950 (som efterträdare till Karl Romson). Han var ordförande i Mönsterås köpings byggnadsnämnd 1930–1931, ledamot av länsnykterhetsnämnden i Uppsala från 1955 och ledamot av styrelsen för högre tekniska läroverket i Uppsala 1959–1962. Ernst Adler är begravd på Uppsala gamla kyrkogård.